# Mientras seas tú
Mientras seas tú (también conocida como Mentre siguis tu en catalán y originalmente conocida como Aquí, ahora) es una película documental española de 2023 escrita y dirigida por Claudia Pinto Emperador, centrada en la figura de la actriz Carme Elías. Tuvo su estreno mundial en el Festival Internacional de Cine de San Sebastián el 24 de septiembre de 2023, y en cines españoles 9 de febrero de 2024, con distribución de Filmax. Ganó el Premio Goya mejor película documental 2024. 

## Trama
Tras 50 años en teatro, cine y televisión, la actriz Carme Elías es diagnosticada de Alzheimer. Junto a su amiga, la directora Claudia Pinto Emperador, decide plasmar su último viaje consciente. Los personajes que Carme ha interpretado la acompañan en este trance, mientras las fronteras entre ficción y realidad se desvanecen.

## Intervenciones
- Carme Elías
- Claudia Pinto Emperador
- Juan Carlos Corazza[5]
- Joan Elías[5]

## Producción
El 6 de abril de 2022, la actriz Carme Elías y la directora venezolana Claudia Pinto Emperador anunciaron que estaban preparando el documental Aquí, ahora, sobre la experiencia de Elías con Alzheimer. Antes de su anuncio y de la revelación de Elías al público de que parecía Alzheimer en marzo de 2022, el proyecto ya había comenzado su desarrollo dos años antes, en 2020. En algún punto de su producción el título de la película cambió de Aquí, ahora a Mientras seas tú.

## Lanzamiento y marketing
El 29 de agosto de 2023, se anunció que Mientras fueras tú tendría su estreno mundial en el Festival Internacional de Cine de San Sebastián el 24 de septiembre de 2023, dentro de la sección Made in Spain. En septiembre de 2023, poco antes del estreno de la película en el festival, su tráiler y póster fueron lanzados. El 30 de noviembre de 2023, coincidiendo con su nominación a Mejor Película Documental en los Premios Goya 2024, Filmax anunció que la película sería estrenada en cines españoles el 9 de febrero de 2024. El 10 de febrero de 2024 ganó el Premio Goya Mejor Película Documental 

## Recepción

### Taquilla
En su primera semana, Mientras seas tú se estrenó en 34 cines, coincidiendo principalmente con los estrenos de Ferrari, La piscina, El color púrpura, ¡Corre, Tiger, corre! y Peppa's Cinema Party, entre otras cintas.

### Crítica
Mientras seas tú ha recibido críticas generalmente positivas por parte de los críticos. En FilmAffinity, a partir del 12 de febrero de 2024, un total de cinco críticas profesionales de la película han sido recopiladas, todas ellas positivas.
Oti Rodríguez Marchante de ABC le dio a la película tres estrellas de cinco, describiéndola como "una obra conmovedora, llena de valor y de valores" y escribiendo que "más que un documental, es un documento [...] un golpe de Rayos X a la vida de una actriz y un TAC que nos muestra la imagen interior de una mujer que vive acompañada de [...] alzhéimer" y que "es glorioso ver a la actriz en sus diálogos, entre teatrales y vitales, con Juan Carlos Corazza, tan impregnados de esfuerzo y cariño para resolver enigmas íntimos y escénicos". Salvador Llopart de La Vanguardia le dio a la película cuatro estrellas de cinco, describiéndolo como "la crónica de una amistad [...] y desde la amistad se convierte en un auténtico homenaje" y apreciando que "no explota bajos sentimientos ni invade la intimidad" y que "tiene el valor [...] de acercarse a la enfermedad de frente, y así encuentra la distancia justa [...] para conjugar emoción con respeto". Philipp Engel de Cinemanía también le dio cuatro estrellas de cinco, describiéndola como un "contraplano filmado [al libro Mientras siga siendo yo de Elías], un cambio a la segunda persona" en el que la directora, Claudia Pintó Emperador, "[encuentra] la distancia justa para que su presencia en pantalla no le quite protagonismo a su estrella" y escribiendo que "suma material de archivo escogido con mimo polisémico".
Alfonso Rivera de Cineuropa descibió la cinta como "se convierte en un emotivo y emocionante retrato de una mujer incansable, luchadora y enérgica" y escribió que "sin cargar las tintas del dramatismo y con un montaje ágil [...], Claudia Pinto ha construido un sentido y amoroso film para su amiga". Juana Samanes de Diario de Ávila le dio a la cinta tres estrellas de cinco, describiéndolo como "imprescindible" y escribiendo que "lo primero que asombra es una doble valentía: la de Carme [Elías] [...], y de la propia directora, Claudia Pinto" y que "gracias a un estupendo montaje, logra narrar toda la vida de Carme [Elías] en imágenes". Pedro de Frutos de El Ónfalos le dio a la película un 7,1 de 10, escribiendo que en el documental "la ficción y la realidad deambulan por una línea muy fina" y que la cinta "supone la mejor aportación fílmica hasta el momento de su directora". Yoel González de Contraste le dio a la película tres estrellas de cinco, describiendo el documental como "un acto de amistad" y "sobre todo, un retrato de la [Carme] Elías actriz, aquella que se encuentra por primera vez con los impedimentos de la enfermedad" y diciendo que "la carismática presencia de [Carme] Elías y su fulgor traspasan la pantalla para ofrecernos enternecedores momentos y sacarnos sonrisas que endulzan el drama", concluyendo que la cinta "se cierra como un regalo de Pinto a Elías, pero también como un testimonio de cómo, aunque los entresijos de la memoria se vayan desvaneciendo, no borrarán quienes hemos sido y eso persistirá también en la huella que dejamos en los demás".
Sin embargo, no todas las críticas del documental fueron positivas. José María Aresté de deCine21.com le dio a la película un 5 de 10, escribiendo que "a pesar de sus apenas 75 minutos, parece que nunca se acaba, se sufre, y hay inevitablemente situaciones reiterativas" y que "se echa en falta en el film de la presencia de la familia de la protagonista [...] no participan realmente en la película, quizá se les ha querido ahorrar el doloroso trago", aunque también apreció que "no estamos ante una cinta panfletaria, que quiera defender la eutanasia a capa y espada [...] la cámara captura que somos algo más que amebas". Manuel J. Lombardo de Diario de Sevilla le dio a la película dos estrellas de cinco, escribiendo que la cinta "se trata más bien de regalarle a Elías un último papel protagonista, el de su propia vida y la gestión que hace de ella" y citó su gran problema como "esa difusa frontera entre el pudor y la exhibición, también con ese constante acolchado musical que sentimentaliza el relato más allá de lo deseable".

### Premios y nominaciones
| Año  | Premio             | Categoría                    | Recipientes      | Resultado | Referencias   |
| ---- | ------------------ | ---------------------------- | ---------------- | --------- | ------------- |
| 2024 | Premios Goya 2024  | Mejor Película Documental    | Mientras seas tú | Ganador   | [ 26 ] [ 27 ] |
| 2024 | Premios Gaudí 2024 | Mejor Película Documental    | Mientras seas tú | Ganador   | [ 28 ] [ 29 ] |
| 2024 | Premios Feroz 2024 | Feroz Arrebato de No Ficción | Mientras seas tú | Nominado  | [ 30 ] [ 31 ] |